# Mamella
El pit, mama, teta, meta, popa o mamella és la regió ventral superior del tronc d'un animal, especialment en mamífers, com és el cas dels éssers humans. Els pits del cos d'un primat femella contenen glàndules mamàries que secreten llet i que és utilitzada per a l'alimentació dels nounats. Tant els homes com les dones desenvolupen pits des dels mateixos teixits embriològics. Tanmateix, a la pubertat algunes hormones sexuals femenines, principalment estrògens, propicien el desenvolupament del pit, cosa que no passa amb els homes. Com a resultat, els pits les de dones es tornen en general més prominents que els dels homes.

## Característiques

### Histologia
La glàndula mamària consta de dos elements fonamentals: els àcins glandulars, on es troben les cèl·lules productores de llet i els ductes, un conjunt d'estructures tubulars i buides, ramificades en forma d'arbre que conflueixen progressivament en canalicles més i més gruixuts fins a culminar en un dels dotze a divuit vèrtexs anomenats galactòfors. Els galactòfors són dilatacions ductals a manera de reservoris situats immediatament darrere del mugró, formats per un epiteli escamós no queratinitzat.
A la base del conjunt arèola-mugró es localitzen les cèl·lules mioepitelials, estrictament epitelials quant al seu origen, encara que tenen la particularitat que són capaces de contraure's com les fibres musculars. Aquestes cèl·lules, rodejades per fibres musculars llises en forma radial, provoquen l'erecció del mugró davant d'estímuls com la succió, el frec, el tacte i el fred, produint la sortida de la llet emmagatzemada en els galactòfors.
La resta de les mames estan formades per teixit conjuntiu –col·lagen i elastina–, teixit adipós (grassa) i una aponeurosi anomenada lligament de Cooper. La proporció de la glàndula i el teixit adipós és d'1:1 en dones que no estan lactant i de 2:1 en les lactants.

## Drenatge limfàtic
Aproximadament el 75% de la limfa que prové de les mames viatja als ganglis limfàtics de l'axil·la del mateix costat. La resta viatja als nòduls paraesternals, a la mama del costat oposat i finalment fins als ganglis limfàtics abdominals. Els nòduls axil·lars inclouen el grup inferior o pectoral –que drena la part profunda i transmuscular–, el grup intern o subescapular –que drena la part interna de la glàndula mamària– i el grup extern o humeral –que drena la vora externa de la mama. El drenatge limfàtic de les mames drena en els ganglis limfàtics de l'axil·la.
Aquest drenatge té una particular importància en l'àmbit de l'oncologia, car les mames són un lloc freqüent on es desenvolupa càncer, si cèl·lules malignes es desprenen del teixit mamari, podrien dispersar-se a altres parts del cos a través del sistema limfàtic produint metàstasis. El fet que els vasos limfàtics recorren el teixit transmuscular del pectoral major és justificatiu per a l'extirpació del mateix en el tractament quirúrgic del càncer de mama –l'anomenada mastectomia radical de Halsted.

## Forma i suport

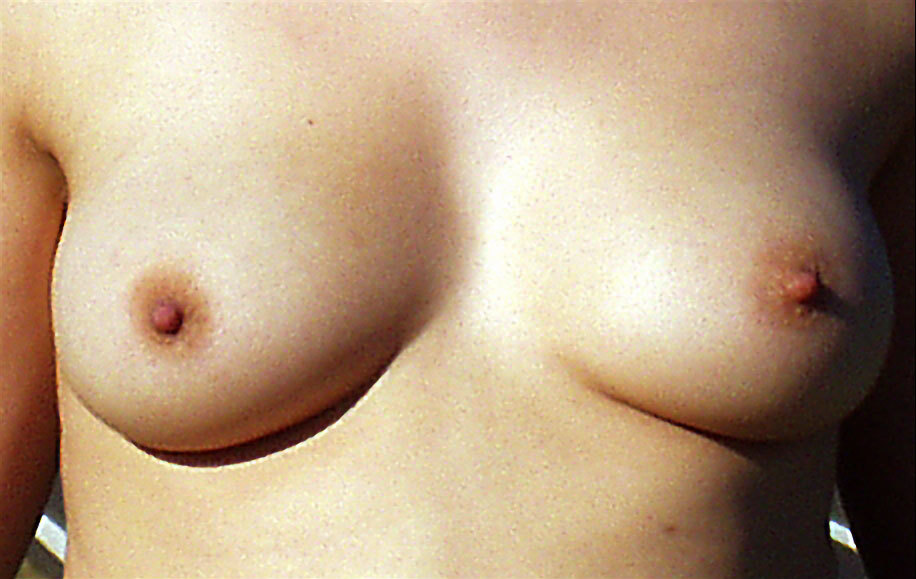
Pits relativament rodons que sobresurten quasi horitzontalment.

La mida i la forma dels pits és variable. La seva aparença externa no prediu la seva anatomia interna o el seu potencial de lactància. La forma del petit depèn en gran manera del seu suport, que prové principalment dels lligaments de Cooper i del teixit toràcic subjacent sobre el qual reposa. Cada mama s'adhereix en la seva base a la paret toràcica per una fàscia profunda que recobreix els músculs pectorals. A la part superior del petit rep un cert suport de la pell que els recobreix. Aquesta combinació de suport anatòmica és el que determina la forma dels pits. En un petit grup de dona, els conductes i galactòfors són visibles per no fusionar-se amb el teixit que els rodeja.
La ubicació del mugró en relació al plec inframamari defineix el terme ptosis, en el qual la mamella penja de tal forma sobre el petit que el mugró sobrepassa el plec inframamari. En alguns casos el conjunt mugró-arèola pot arribar a penjar fins al nivell del melic. La distància entre el mugró i la base superior de l'estèrnum en un pit jove és de 21 cm de mitjana i és una mesura antropomètrica utilitzada per a determinar la simetria mamària i la ptosi. La proporció en longitud i diàmetre de les mames varia des d'1:2 fins a 1:1.

## Anatomia

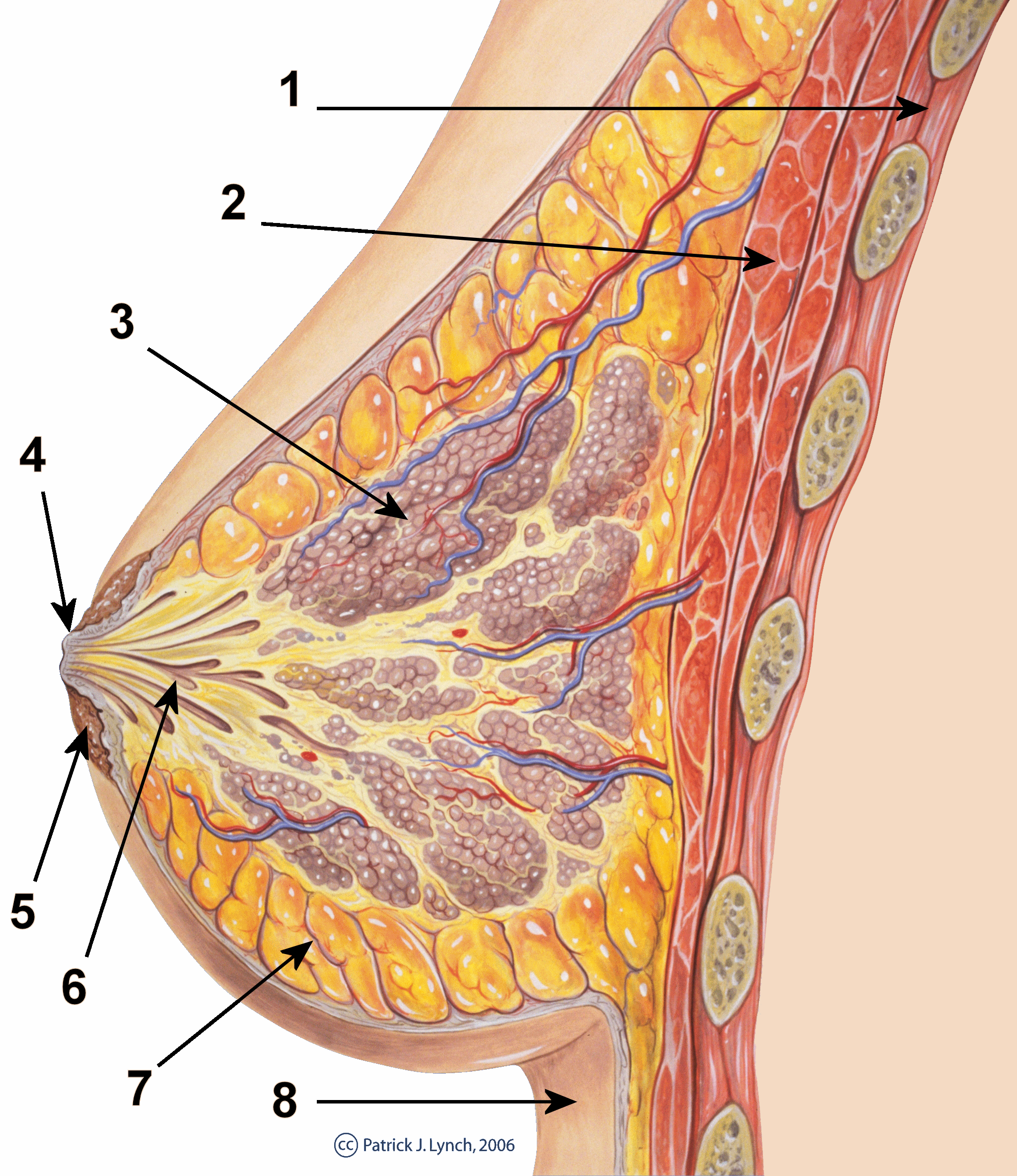
Diagrama esquemàtic d'un pit. (secció d'una femella adulta humana) – Llegenda: 1. Caixa toràcica 2. Múscul pectoral 3. Lòbuls 4. Mugrons 5. Arèola 6. ductes 7. Teixit adipós 8. Pell

L'aspecte exterior de cada mamella és d'una prominència de mida i turgència variable i posseeix estructures tant externes com internes, començant per les de l'exterior on es pot visualitzar el mugró i l'arèola. Internament el 90% del pit està constituït per teixit adipós. A més s'integren al teixit els ductes galactòfors i la glàndula mamària, encarregats ambdós de la producció i secreció de llet materna. Les glàndules mamàries es distribueixen per tot el pit, encara que les dues terceres parts del teixit glandular es troben en els 30mm més propers a la base del mugró. Aquestes glàndules drenen en el mugró per mitjà de ductes, cada un dels quals té la seva pròpia obertura o porus. La xarxa està formada per ductes que s'ordenen de manera radial i convergeixen en el mugró. Tanmateix, els ductes més pròximes a aquest no actuen com reservoris de llet.
Els pits s'ubiquen sobre el múscul pectoral major i generalment s'estenen verticalment des del nivell de la segona costella, fins a la sisena o sèptima. En sentit horitzontal, s'estén des de la vora de l'os estèrnum fins a una línia mitjana, imaginària, de l'axil·la. En el nivell de l'extrem anterior més distal del tòrax, a l'alçada del tercer espai intercostal, la pell s'especialitza per formar l'arèola i el mugró.
Cada mama limita a la seva cara posterior amb l'aponeurosi o fàscia del múscul pectoral i conté un abundant teixit gras allà on no hi ha teixit glandular. El greix i el teixit connectiu, ensems amb els lligaments de Cooper (que uneix la glàndula a la pell) constitueixen un verdader lligament que donen forma i la sostenen, permetent el lliscament normal del pit sobre els plans musculars subjacents. La mama, a més a més, conté vasos arterials, venosos i limfàtics, així com elements nerviosos. No hi ha dins del pit res que s'assembli a una càpsula contínua que emboliqui a la mama. De fet és molt comú que existeixi un teixit anomenat aberrant o ectòpic (literalment 'fora de lloc') en zones bastant allunyades de la mama.
El quadrant superior lateral (el més allunyat de l'estèrnum) s'estén diagonalment en direcció a l'axil·la i se la coneix com la cua de Spence. Una estreta capa de teixit mamari s'estén des de la clavícula per amunt, fins a la setena o octava costella per sota i des de la línia mitjana fins a la vora del múscul dorsal ample. No és estrany trobar teixit mamari en ple forat de l'axil·la o sota la pell, a la cara anterior de l'abdomen.
La circulació sanguina arterial dels pits prové de l'arteria toràcica interna (abans anomenada artèria mamària interna), que deriva de l'artèria subclàvia; de l'artèria toràcica lateral, de l'artèria toracoacromial (ambdós neixen de l'artèria axil·lar i de les artèries intercostals posteriors. El drenatge venós dels pits és realitzat principalment per la vena axil·lar, encara que també poden participar les venes toràcica interna i intercostals. Tant els homes com les dones tenen una gran concentració de vasos sanguinis i nervis en els mugrons.
En ambdós sexes, els mugrons tenen una capacitat erèctil com a resposta tant a estímuls sexuals, com al fred. La innervació de les mames és donada per estímuls de branques anteriors i laterals dels nervis intercostals quatre a sis, provinents dels nervis espinals. El mugró és innervat per la distribució dermatòmica dels nervis toràcic T4.

## Desenvolupament
Embriològicament parlant, el teixit glandular de la mama no és més que el producte del desenvolupament desmesurat – des del punt de vista morfològic i funcional– de glàndules sudorípares modificades de la pell, adaptades per a la producció de llet. La llet materna és un tipus de secreció amb un valor nutricional alt, adequadament adaptat a les necessitats dels nadons i l'única font d'aliment i anticossos durant els primers mesos de vida.
El desenvolupament mamari durant la pubertat obeeix a l'estímul d'hormones ovàriques, principalment estrogen i progesterona. L'estrogen estimula el desenvolupament de la porció excretora de la glàndula mamària –principalment els galactòfors– i la progesterona és responsable del desenvolupament de la porció secretora –els lòbuls de mida petita. Aquestes hormones impulsen el desenvolupament de característiques femenines que produeixen el mateix efecte en homes amb desequilibris hormonals o en aquells que desitgen modificar la seva identitat sexual.
L'alimentació amb llet materna es coneix com a lactància. L'acte d'alimentar directament el lactant es coneix com a alletament i es realitza mitjançant la succió directa del mugró per la boca del nen.
El pit experiment canvis al llarg del desenvolupament de l'individu. Excepte casos particulars, o menys patològics, el pit del mascle s'atrofia per complet, si bé el conjunt arèola-mugró mai desapareix i conserva sempre la seva sensibilitat particular i la capacitat de frunziment de l'arèola i d'erecció del mugró davant d'estímuls. Els homes sotmesos a tractament amb estrogens o que fan un abús de certes drogues, poden desenvolupar cúmuls de grassa que pren la forma de pits (pseudoginecomàstia) podent secretar fluids espontanis, encara que sense contingut làctic. El desenvolupament de veritables pits en els homes, formats per glàndules i altres estructures, es denomina ginecomàstia. Els homes obesos també desenvolupen sovint una pseudoginecomàstia, però sense els components anatòmics femenins.
Existeixen casos aïllats en els quals els individus tenen més de dues glàndules, que és conegut com a polimàstia. Cada pit "de més" es denomina pit supernumerari i té una situació anormal, encara que quasi sempre es localitza dins d'una línia imaginària situada a cada costat del cos, des del vèrtex de l'axil·la fins a la cara lateral del llavi major de la vulva (o la base de l'escrot en els mascles) del mateix costat. La presència de mugrons supernumeraris, de diferents proporcions i composició, es coneix com a politèlia.

### Canvis durant la pubertat
En els individus de poca edat, en condicions normals, el pit es manté en un estat embrionari i no es desenvolupa fins a la pubertat. Les nenes normalment desenvolupen els pits de manera simultània, notant l'aparició d'un botó embrionari ferm i directament retroareolar –sota el centre de l'arèola–, freqüentment excèntric. Aviat es desenvolupa el botó a l'altre costat, encara que poden desenvolupar-se simultàniament, i en poc temps les dues mames van adquirint el seu aspecte desenvolupat habitual, sota l'estímul de les hormones sexuals femenines. El desenvolupament del teixit adipós i connectiu augmentat sota la influència d'altres hormones com la progesterona, la prolactina, els corticoides i l'hormona del creixement.

### Canvis durant l'embaràs
Durant l'embaràs l'augment en els nivells d'estrògens i progesterona estimula el desenvolupament glandular. Els pits tendeixen a fer-se esfèrics a causa de l'augment del teixit adipós.
En aquest període les mamelles es tornen turgents i augmenten de mida. La pigmentació de la pell de l'arèola i del mugró augmenta molt notablement i apareixen unes petites eminències granulars a les vores de les arèoles anomenades tubercles de Morgagni, corresponents al desenvolupament de glàndules sebàcies. La circulació de la mama augmenta i es fan prominents les venes superficials, sobretot en les dones de raça caucàsica, efecte que pot incrementar-se durant la lactància.

### Canvis durant la lactància
La lactància tendeix a mantenir els canvis ocorreguts durant l'embaràs. A l'inici de la mateixa i durant les primeres hores, els repetits intents de succió per part del nounat acaben per provocar la sortida d'una secreció espessa i groguenca, rica en colesterol, anomenada calostre.

## Funcions del pit

### Lactància

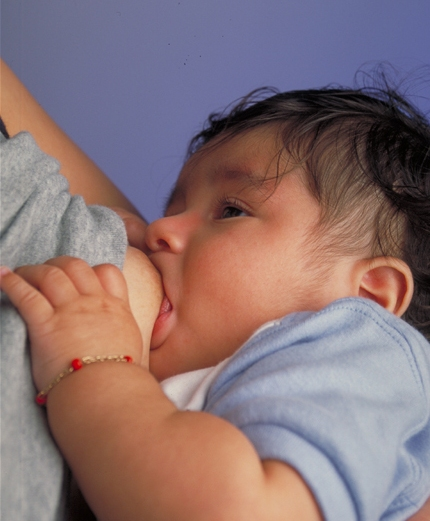
Un nounat en fase de lactància.

La producció de llet a les mames comença des d'abans del part, tanmateix, habitualment la sortida de líquid no es produeix fins aquell moment, a causa de la disminució en les concentracions de progesterona i la producció de prolactina i oxitocina. A partir del part (en algunes dones des d'abans) la mama segrega calostre, un líquid espès amb suaus propietats laxants (contingut ric en clor, sodi, potassi i proteïnes) que facilita l'evacuació del meconi de l'intestí del nounat. El calostre és segregat durant tres dies, una llet intermèdia durant els següents quinze dies i posteriorment, es comença a produir ja llet madura.
La llet materna conté més de 300 components, com per exemple grans dosis d'aigua (fins al 85%). Encara que podria semblar que aquesta circumstància limita el suport de nutrients al nadó, és important considerar que una osmolaritat elevada no és fàcil d'equilibrar per part del ronyó del lactant i sense suports addicionals. La composició de la llet materna varia segons l'edat del nounat, el clima i les necessitats específiques del nounat.
A la llet es troben nombrosos nutrients, així com proteïnes, aminoàcids, vitamines, i minerals essencials; a més a més es troba una gran quantitat d'immunoglobulines del tipus IgA que actuen com anticossos proporcionant al nounat una protecció important davant d'infeccions potencials. Les fórmules làcties
elaborades a partir de llet bovina, estan mancades d'aquest component, i encara que recentment alguns laboratoris com és el cas de Bayer, indiquen que la gammaglobulina (o immunoglobulina) IgA es conserva en microfragments dins de la fórmula, aquesta fútilment no és profitosa per a l'ésser humà, ja que a causa de la seva estructura molecular lligada a certes baules d'aminoàcids que l'organisme humà no pot reconèixer i que inclús en certs individus es pot refusar. Aquesta és una de les raons per les quals es recomana la lactància materna durant, almenys, el primer any de vida. Inclús l'Organització Mundial de la Salut suggereix alletar durant sis mesos amb lactància exclusiva (només llet materna, sense aigua, tes o fórmules làcties bovines o caprins) i continuar lactant almenys fins als dos anys complementant amb aliments sòlids.
La psiquiatria estudia la manera en la qual la lactància materna reforça de manera particular el vincle emocional entre la relació mare-fill d'una forma tant sòlida com primària, el que proporciona una satisfacció particular en ambdós, desenvolupant en el nounat la semblança de l'afecte humà. De fet, algunes mares perllonguen la lactància del seu fill durant dos o més anys, encara que el nen ja prengui una alimentació molt variada i completa. En teoria, la prolongació de la lactància té a més una altra conseqüència: durant aquesta, els nivells de prolactina en sang es mantenen elevat que impedeix que es produeixi una secreció adequada de l'hormona fol·liculoestimulant (FSH) i de l'hormona luteoestimulant (LH) la qual inhibeix l'ovulació. Aquest endarreriment en el retorn de la fertilitat ha donat lloc a un mètode d'anticoncepció anomenat MELA, que podria servir durant els primers sis mesos de vida del nadó. Tanmateix, la lactància com a tal no és eficaç com a mètode anticonceptiu.
Es pot induir la lactància en una dona que no hagi estat embarassada. No s'han reportat diferències nutricionals entre la llet materna induïda o aquella que resulta d'un embaràs.

### Funció sexual
Els pits compleixen un paper fisiològic i cultural en la funció sexual humana, tant masculina com femenina. Com a zona erògena, és important la seva participació en les relacions sexuals. Existeixen nombroses pràctiques sexuals centrades en els pits, com per exemple la masturbació amb els pits (coneguda vulgarment amb el nom de «cubana»), l'estimulació del mugró o el fetitxisme de pits. En les societats occidentals tecnològicament desenvolupades, molts homes se senten atrets, sobretot, pels pits de gran mida. Altres, tanmateix, els prefereixen d'una mida menor encara que turgents i firmes. En qualsevol cas, hi ha estudis que han demostrat que el grau d'atractivitat de la mida dels pits depèn directament del greix corporal i l'índex cintura/maluc. En realitat, la mida i la forma, així com la consistència, no prediuen la capacitat de la mama per a produir eficaçment llet. De fet, gran part de la mama és teixit adipós, que, en part, té funcions estructurals i de suport, i contribueix a proporcionar atractiu sexual a la dona, però no capacitat de lactància.
La funció sexual femenina del pit, després del diagnòstic i tractament del càncer de mama, no tendeix a disminuir o diferir, en especial en dones que han estat sotmeses a cirurgia de reconstrucció estètica (mamoplàstia). Tanmateix, en les dones que han tingut una mastectomia total s'ha percebut una disminució en l'interès sexual. La quimioteràpia tendeix a estar vinculat a pèrdua de l'interès sexual per part de la dona tractada.

## Operacions quirúrgiques
Qualsevol operació quirúrgica als pits, com la cirurgia estètica, comporta un risc potencial d'interferència per a una futura lactància, causant alteracions en la sensibilitat del mugró i dificultats per a interpretar una mamografia. Alguns estudis han demostrat una capacitat de lactància comparable entre dones amb macromàstia (hipertròfia de pit) en comparació amb grups control en les que l'operació de reducció de pits es realitzà utilitzant una moderna tècnica quirúrgica anomenada "pedicle superior". Alguns centres de cirurgia plàstica desaconsellen les reduccions electives de pits en joves adolescents car el volum del pit encara pot continuar creixent considerablement a mesura que maduren les joves; encara es desconeixen els riscos a llarg termini d'aquestes intervencions estètiques. Gran part dels cirurgians avaluen cada cas individualment, abans de sotmetre un pacient jove a una reducció considerable de pits per a corregir hipoplàsia o asimetria severa.

## Càncer de mama

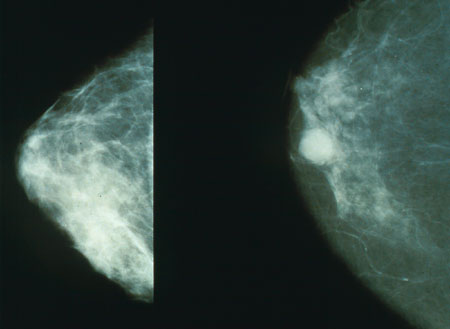
Mamografies d'un pit normal (esquerra) i d'un amb càncer de mama (dreta).

El càncer de mama consisteix en la proliferació accelerada i incontrolada de cèl·lules de l'epiteli glandular entre els conductes prims que connecten en forma de branques d'un arbre els carrassos de lòbuls i lobulets que componen la glàndula mamària.
El diagnòstic requereix una exploració física, una mamografia, i un examen microscòpic d'una biòpsia del teixit mamari sospitós.
El càncer de mama ductal és el tipus de càncer més freqüent que es desenvolupa si ocorre en els conductes, i el carcinoma lobular, si ocorre en els lòbuls. El càncer de mama és molt estrany en els homes; més del 99% dels casos ocorren en dones.